# Хари Бор
Хари Бор (на френски: Harry Baur), пълно име: Анри-Мари Родолф Бор, Henri-Marie Rodolphe Baur) е френски актьор, една от най-ярките звезди на европейското кино в началото на XX век. 

## Биография
Хари Бор е роден на 12 април 1880 г. в Монруж, департамент Сен Сен Дьони, Ил дьо Франс. Баща му почива през 1890 г. и десетгодишният Хари Бор е изпратен в католическо училище. Религиозната среда не допада на свободолюбивия младеж и той започва да взима частни уроци по актьорско майсторство в Парижката национална академия за драматични изкуства.
Мечтата му да стане ветроходец става причина за бягството му от училището и го отвежда в Марсилия. Там започват сценичните му изяви и на 24-годишна възраст Хари Бор дебютира на Парижка сцена.
През 1910 година получава първата си роля в киното – Шейлок по „Венецианският търговец“ на Шекспир. Истинското му признание идва с епохата на звуковото кино. Работи заедно с Жан Габен, Лорънс Оливие, Фернандел, Жан-Луи Баро, Абел Ганс. Изпълнява роли като Жан Валжан от „Клетниците“ на Юго, Ротшилд, Тарас Булба, Распутин.
Цял живот преследван от трагични събития, Хари Бор е обявен от колаборационистите за евреин и масон. Принуден е да вземе участие във филма „Симфония на един живот“. През 1942 г., докато снима в Берлин, съпругата му, също от еврейски произход, е арестувана по скалъпено обвинение в шпионаж. Протестите на актьора довеждат до ареста му през май 1942 г. Под влияние на общественото мнение, след няколко месеца Хари Бор е освободен, но здравето му видимо е подкопано от мъченията в Гестапо. Умира на 8 април 1943 г. при странни обстоятелства.